# Henri Virlogeux

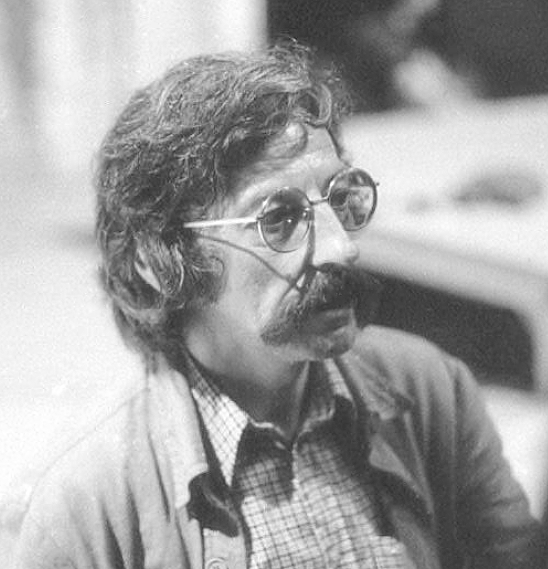
Henri Virlogeux

Henri Virlogeux, auch Henri Virlojeux (* 22. März 1924 in Nevers; † 19. Dezember 1995 in Paris) war ein französischer Schauspieler.
Nach einem Studium der Rechtswissenschaft zog es Virlogeux zum Theater. Er nahm Kurse bei Charles Dullin und begann seine Karriere bei Jean Vilar in Brechts Herr Puntila und sein Knecht Matti und Molières Der Geizige.
Im Film wurde er in prägnanten Nebenrollen besetzt, so als den kleinen Antoine Doinel beim Diebstahl ertappenden Nachtwächter in François Truffauts Sie küßten und sie schlugen ihn (1959), als Ficelle in Jean Beckers Sie nannten ihn Rocca (1961), als Ganimard in Édouard Molinaros Auch Stehlen will gelernt sein (1962), als Mario in Henri Verneuils Lautlos wie die Nacht (1963) und als Dubois in Denys de La Patellières Balduin, das Nachtgespenst (1967). In der Fernsehserie Arsène Lupin (1971–1974) spielte er neben Georges Descrières die Sherlock-Holmes-Anspielung Herlock Sholmes. Das Fernsehen bot Virlogeux einige Hauptrollen, so die des Leo Trotzki in Yves Ciampis Staline-Trotsky: Le pouvoir et la révolution (1978). Des Weiteren arbeitete Virlogeux als Synchronsprecher, so als Walter Matthaus Captain Red in Roman Polańskis Piraten oder als Professor Bienlein in Tim und der Haifischsee.
Sein letzter TV-Auftritt war die Hauptrolle des Marcaroles in Maurice Frydlands Terres gelées (1995) an der Seite seiner Ehefrau Véronique Silver.

## Filmografie (Auswahl)
- 1959: Sie küßten und sie schlugen ihn (Les Quatre Cents Coups)
- 1961: Sie nannten ihn Rocca (Un nommé La Rocca)
- 1962: Auch Stehlen will gelernt sein (Arsène Lupin contre Arsène Lupin)
- 1963: Laster und Tugend (Le vice et la vertu)
- 1963: Lautlos wie die Nacht (Mélodie en sous-sol)
- 1964: L’Enfer
- 1965: Die Damen lassen bitten (Les Bons Vivants)
- 1967: Allô Police (Fernsehserie, 1 Folge)
- 1966: Der Lord mit der MP (Le Saint prend l’affût)
- 1968: Balduin – das Nachtgespenst (Le tatoué)
- 1968: Caroline Chérie (Schön wie die Sünde) (Caroline Chérie)
- 1969: Ein Sommernachtstraum (Le songe d'une nuit d'été)
- 1977: Der Fall Serrano (Mort d’un pourri)
- 1979: Der Graf von Monte Christo (Le Comte de Monte-Cristo, Fernsehmehrteiler)